# Stilobezzia silvicola
Stilobezzia silvicola är en tvåvingeart som beskrevs av John William Scott Macfie 1940. Stilobezzia silvicola ingår i släktet Stilobezzia och familjen svidknott.
Artens utbredningsområde är Guyana. Inga underarter finns listade i Catalogue of Life.